# Рамси (округ, Миннесота)
Ра́мси (англ. Ramsey County) — округ в штате Миннесота, США. Административный центр и крупнейший город — Сент-Пол. По оценочной переписи 2009 года, в округе проживают 506 278 человек. Площадь — 440 км², из которых 402,9 км² — суша, а 37,1 км² — вода. Плотность населения составляет 1267 чел./км².

## История
Округ был основан в 1849 году.

## Города
- Арден-Хилс
- Блейн
- Фолкон-Хайтс
- Джем-Лейк
- Лодердейл
- Литл-Канада
- Мейплвуд
- Маундс-Вью
- Нью-Брайтон
- Норт-Окс

и др.

## География
Озёра: Силвер и др.